# Jeroen Lumu
Jeroen Lumu (Breda, 27 maggio 1995) è un calciatore olandese, attaccante svincolato.

## Carriera

### Club
Ha fatto il suo esordio in prima squadra nella stagione 2011-2012, nella quale ha segnato una rete in 8 presenze nella seconda serie olandese; grazie a questo gol, è il più giovane calciatore ad aver mai segnato una rete con la maglia del Willem II. L'anno seguente gioca invece una partita in Coppa d'Olanda e 12 partite in Eredivisie, la massima serie olandese, nella quale mette anche a segno un gol. In seguito ha giocato anche nella prima divisione bulgara con il Ludogorec, in quella austriaca con il St. Pölten, in quella turca con il Samsunspor, in India nella Super League con i Delhi Dynamos, nella prima divisione rumena con il Petrolul Ploiești, in quella portoghese con l'Arouca, in quella georgiana con il Saburtalo Tbilisi (con cui ha anche vinto una Supercoppa di Georgia) ed in quella maltese con il Floriana.

### Nazionale
Ha giocato numerose partite amichevoli con la nazionale Under-17, con cui ha anche segnato una rete in 4 presenze negli Europei Under-17 vinti nel 2012. L'anno seguente ha anche giocato una partita amichevole con la nazionale Under-18.

## Palmarès

### Club

#### Competizioni nazionali
- Campionato bulgaro: 1

Ludogorec: 2013-2014
- Coppa di Bulgaria: 1

Ludogorec: 2013-2014
- Supercoppa di Bulgaria: 1

Ludogorec: 2014
- Supercoppa di Georgia: 1

Saburtalo Tbilisi: 2020

### Nazionale
- Campionato d'Europa Under-17: 1

Slovenia 2012